# Faxanadu
Faxanadu (Japans: ファザナドゥ) is een computerspel dat werd ontwikkeld en uitgegeven door Hudsonsoft. Het spel kwam eerst uit voor het platform Nintendo Entertainment System. In de Verenigde Staten werd het spel door Nintendo uitgegeven. In 2010 volgde een release voor de Virtual Console. Het spel kan worden gezien als zijverhaal van het computerspel Dragon Slayer II: Xanadu. Het spel is een zijwaarts scrollend platformspel. 
De speler bestuurt Faxanadu de protagonist en de onbekende zwerver. Deze zwerver heeft geen naam, maar in de Japanse spel kan de speler wel uit verschillende karakters kiezen. Het spel begint als hij in zijn geboorteplaats Eolis komt. Deze plaats ziet er verlaten uit. De plaats wordt aangevallen door dwergen. De speler begint met 1500 goudstukken. Naarmate het verhaal vordert wordt bekend dat iedereen in harmonie leefde, maar dat op zekere dag de dwergen in monsters zijn veranderd door de "Evil One". De dwergenkoning slikte vlak voor de transformatie een magisch zwaard in dat nog altijd in zijn lichaam zit. Alleen met dit zwaard kan de "Evil One" worden verslagen.
Het spel is Japans of Engels. De spelstand kan niet worden opgeslagen, maar het spel werkt in plaats hiervan met wachtwoorden. 

## Platforms
| Jaar | Platform            |
| ---- | ------------------- |
| 1987 | Famicon/NES         |
| 2010 | Wii Virtual Console |

## Ontvangst
| Beoordeeld door    | Platform            | Datum            | Score |
| ------------------ | ------------------- | ---------------- | ----- |
| Defunct Games      | Wii Virtual Console | 22 februari 2011 | 100%  |
| Random Access      | NES                 | 2005             | 92%   |
| NES Archives       | NES                 | 30 juni 2008     | 91%   |
| IGN                | Wii                 | 25 februari 2011 | 85%   |
| Quebec Gamers      | NES                 | 27 augustus 2006 | 84%   |
| RPGFan             | NES                 | 17 juli 2000     | 81%   |
| Nintendo Life      | Wii                 | 28 november 2010 | 80%   |
| Total! (Duitsland) | NES                 | mei 1997         | 80%   |
| Tilt               | NES                 | februari 1991    | 80%   |
| Thunderbolt Games  | NES                 | 10 augustus 2004 | 50%   |

## Trivia
- De naam van het spel is een samenvoeging van Famicom en Xanadu.